# At the Subway Club 1973
At the Subway Club 1973 ist ein Jazzalbum des Saxophonisten Dexter Gordon. Mitgeschnitten wurden die Titel in Stuttgart am 23. November 1965, in Den Haag am 22. März 1971 und im Kölner Club Subway am 11. September 1973. Die Aufnahmen erschienen am 10. Mai 2019 auf dem Reissue-Label Elemental Music.

## Hintergrund
Die Mitschnitte entstanden über einen Zeitraum von acht Jahren in Quartettbesetzungen. Die erste CD (und der erste Titel der zweiten CD) enthält Dexter Gordons Gastspiel im Kölner Club Subway von 1973 mit dem Pianisten Irv Rochlin, dem Bassisten Henk Haverhoek und dem Schlagzeuger Tony Inzalaco. Ergänzt wird das Album mit zusätzlichen Archivmaterial, einem Mitschnitt aus Stuttgart von 1965 mit dem Pianisten George Gruntz, dem Schlagzeuger Stu Martin und dem Bassisten Jimmy Woode, u. a. mit einer Version von Thelonious Monks Klassiker ’Round Midnight. Ein Den Haager Gig mit einem niederländischen Quartett stammt aus dem Jahr 1971, mit Cees Slinger, Maarten Van Regteren Altena und  Martin van Duynhoven.

## Titelliste
Dexter Gordon: At the Subway Club 1973 (Elemental Music – 5990433)

### CD-Ausgabe
CD 1
1. Wave (Antonio Carlos Jobim) 20:46
2. Didn’t We (Jimmy Webb) 11:06
3. On the Trail (Ferde Grofé) 16:31
4. Secret Love (Paul Francis Webster, Sammy Fain) 19:49

CD 2
1. It’s You or no One (Jule Styne, Sammy Cahn) 27:45
2. Fried Bananas (Dexter Gordon) 13:25
3. Some Other Spring (Arthur Herzog Jr., Irene Kitchings) 10:29
4. ’Round Midnight (Thelonious Monk) 11:14
5. Lady Bird (Tadd Dameron) 14:02

### LP-Ausgabe
- Dexter Gordon: At the Subway Club, 1973 (Elemental Music – 5990533)[2]
  1. Wave (Antonio Carlos Jobim) 20:44
  2. Secret Love (Paul Francis Webster, Sammy Fain) 19:56

## Rezeption
Thom Jurek bewertete das Album im AllMusic mit 3½ (von 5) Sternen und schrieb: „Das Clubkonzert aus dem Subway steht für die besten Aufnahmen Gordons aus dieser Zeit. Beginnend mit einer langen Interpretation von Antonio Carlos Jobims ‚Wave‘ klingt der Saxophonist aufgeregt, als er sich durch den Bossa gräbt, um seine Jazz-Essenz zu finden, und kreiert dann ein Solo, das in seiner Beziehung zum Beat elastisch ist und von einem Thema zum nächsten huscht. Er füllt sein gekonnt konstruiertes Solo mit diesen markanten Fragmenten aus anderen Stücken. Seine Adaption von Jimmy Webbs ‚Didn’t We‘ ist natürlich eine traurige Ballade, die Gordon mit langsamen, siedenden Gefühlen erfüllt. Sie entsteht allmählich aus sorgfältig ausgearbeiteten und sich auflösenden Spannungen.“

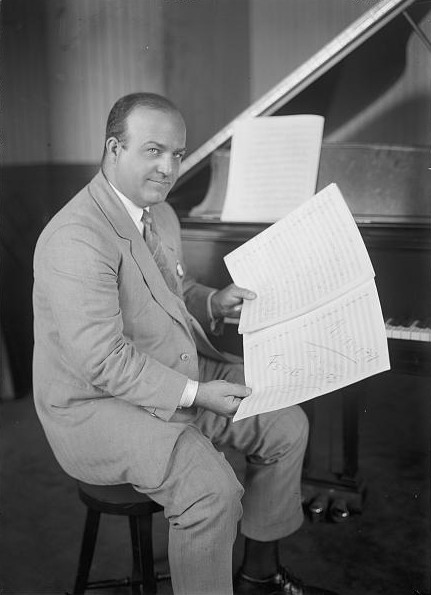
Ferde Grofé mit Partitur

Nachdem er seine eigene luftige Fassung von Jimmy Heaths Version von Ferde Grofes ‚On the Trail‘ abgeliefert hat, startet Gordons Band in die durch Doris Day bekannte Nummer ‚Secret Love‘ und verwandelt es in „den am härtesten swingenden Titel am Set. Das Zusammenspiel zwischen Haverhoek und Inzalaco unter Gordons langem, rauschendem Solo, das sich in athletischen Arpeggios, Hupen und Stöhnen entfaltet, ist fast hektisch, während Rochlin Compings einbringt und Tempo und Textur hinzufügt.“ Der letzte Track (auf CD 2) ist eine fast halbstündige Version von It’s You or No One, die Solo-Zitate aus seinen früheren Versionen des Stücks enthält. Seine Intensität halte auch dann an, so der Autor, wenn alle Bandmitglieder solo spielen, und Gordon sei in hervorragender Form und begeistere sowohl die Rhythmusgruppe als auch das Publikum. Die Deutschlandshow 1965 mit dem Pianisten George Gruntz, dem Schlagzeuger Stu Martin und dem Bassisten Jimmy Woode bietet eine exzellente Version von ’Round Midnight mit zwei exzellenten Gordon-Soli (insbesondere das zweite), während der Den Haager Gig mit einem rein niederländischen Quartett aus dem Jahr 1971 stattfindet, sei angenehm, aber nichts Besonderes. Angesichts des Fokus, der Inspiration und der Energie des Auftritts im Subway Club ist es ein wesentlicher Eintrag in Gordons Katalog, so Jurek Resümee.
Der Kritiker Nic Jones (Jazz Journal) geht der Frage nach, ob es gerechtfertigt ist, mit Veröffentlichen historischer Mitschnitte „durchschnittliches Musikmachen zu einem Status“ zu erheben, der nicht immer gerechtfertigt sei. Er schrieb, Gordon trudele meist unauffällig herum, „aber wenn er es nicht tut, hören wir einen Mann, der mit Engagement und Liebe sein musikalisches Geschäft betreibt.“
It’s You or no One, knapp 28 Minuten lang, sei leider eher ein Beispiel dafür, dass Gordon oft nicht wusste, wie er sich selbst bearbeiten sollte. Inspiration komme eher in Jimmy Webbs Didn’t We vor, dessen Anwesenheit nicht nur deshalb willkommen ist, weil es das wahrscheinlichste Gordon-Vehikel sei, sondern vor allem, weil es zeige, was für ein Meister er in einem langsameren Tempo war. Resümierend lobt er Autor die ziemlich gute Wiedergabetreue der Aufnahme, obwohl Gordon manchmal merklich abseits des Mikrophons stehe.